# Hashtag podvodnice
Hashtag podvodnice (v anglickém originále Not Okay) je americký film z roku 2022, satirická černá komedie s dramatickými prvky. Napsala a režírovala jej Quinn Shephard jako svůj druhý autorský počin. Hlavní roli ztvárnila Zoey Deutch coby mladá žena posedlá internetovou slávou, která se navzdory svému sociálnímu selhání stane středem pozornosti poté, co předstírá, že přežila teroristický útok. V dalších rolích hrají Mia Isaac, Nadia Alexander, Embeth Davidtz, Karan Soni a Dylan O'Brien. Film měl premiéru 29. července 2022 na Hulu, mezinárodně byl dostupný například na Disney+. Kritika byla většinou příznivá, dobře hodnoceny byly zejména herecké výkony Deutch a O’Briena.

## Děj
Danni Sanders je ambiciózní, avšak osamělá začínající spisovatelka pracující jako editorka fotografií v internetovém magazínu Depravity. V touze zapůsobit na svého kolegu a influencera Colina si vymyslí svoji neuskutečněnou pařížskou literární rezidenci — ze svého brooklynského bytu vytvoří falešné webové stránky a upravuje fotografie, aby ji ukazovaly v Paříži. Když se však stane skutečný teroristický útok v blízkosti místa, kde se údajně měla nacházet, Danni to vezme jako příležitost: předstírá, že se stala přeživší svědkyní útoku, a finguje svůj návrat z Francie přímo do náruče starostlivých rodičů.
V podpůrné skupině lidí s traumatem se spřátelí s teenagerkou Rowan Aldren, která přežila střelbu ve škole, vystupuje jako aktivistka proti zbraním a má mnoho sledujících na sociálních sítích. Pod vlivem její inspirace Danni napíše článek o svém (smyšleném) traumatu s hashtagem #IAmNotOkay, který se rychle stane virálním. Získává tak slávu, pozvánky na večírky, stává se součástí influencerské scény. 
Postupně si však uvědomuje následky svého činu — Rowan ji pozve, aby vystoupila na jedné z protestních akcí, při útoku odpůrců však utrpí PTSD, Danni pak pronásledují halucinace o pařížském atentátníkovi a cítí se provinile, její kolegyně Harper odhalí lež a Danni je donucena se veřejně přiznat. To vede k jejímu společenskému pádu: přijde o práci, hroutí se přátelství s Rowan, je nucena se odstěhovat zpět k rodičům a čelí online i offline výhrůžkám.
O měsíc později Danni dochází na skupinu pro oběti online šikany a je pobídnuta k tomu, aby se usmířila s lidmi, kterým ublížila. Zajde na akci, kde Rowan otevřeně mluví o tom, jak ji Danni využila a že se s tím nikdy nesmíří. Uvědomí si, že smíření by bylo spíš v jejím vlastním zájmu než v zájmu Rowen, a tak jen tiše opustí sál, aniž by se dočkala odpuštění.

## Obsazení
| Zoey Deutch      | Danni Sanders               |
| Mia Isaac        | Rowan Aldren                |
| Dylan O'Brien    | Colin                       |
| Nadia Alexander  | Harper                      |
| Embeth Davidtz   | Judith Sanders, matka Danni |
| Karan Soni       | Kelvin                      |
| Tia Dionne Hodge | Linda Aldren, matka Rowan   |

Ve filmu měla menší cameo i samotná autorka Quinn Shephard či Caroline Calloway.

## Uvedení a přijetí
Film měl premiéru 29. července 2022 na platformách Hulu (USA) a mezinárodně na Disney+ a Star+. V žebříčcích sledovanosti se krátce objevil mezi nejočekávanějšími a nejvíce sledovanými snímky: podle společnosti Whip Media byl v červenci 2022 devátým nejočekávanějším filmem a v období od 29. do 31. července 2022 třetím nejstreamovanějším filmem v USA. Podle streamovacího agregátoru Reelgood byl v týdnu od 27. července do 2. srpna 2022 čtvrtým nejsledovanějším pořadem. Později v období od 5. do 7. srpna podle Whip Media byl desátým nejstreamovanějším filmem.
Kritika byla převážně pozitivní: na recenzním agregátoru Metacritic dosáhl na základě 24 recenzí skóre 62/100 („obecně příznivé“ / Generally Favorable), na Rotten Tomatoes nasbíral ze 114 recenzí 71 % pozitivních hodnocení (k 13. srpnu 2025). Lena Wilson z deníku The New York Times ocenila film za schopnost zachytit negativní dopady sociálních médií a charakterovou hloubku Danni, byť kritizovala nedostatečnou jemnost vyprávění. Adrian Horton z Guardianu přisoudil filmu 3/5 hvězd za solidní satiru díky výkonu Zoey Deutch, upozornil však na nevyrovnanost tónu a časování. Brian Tallerico z RogerEbert.com chválil herecké výkony Deutch a Isaac, zároveň kritizoval, že se scénář vyhnul skutečně černé satiře.
Dylan O'Brien získal (neproměněnou) nominaci na cenu MTV Movie & TV Awards 2023 za nejlepší komediální výkon.
Český dabing filmu vznikl v roce 2024 pro TV Prima, přičemž Danni namluvila Viktorie Taberyová, Rowan Lucie Kušnírová a Colina Radek Škvor.